# El Pasador
El Pasador, de son vrai nom Paolo Zavalloni (né le 29 août 1932 à Riccione et mort le 20 juin 2023 à Bologne), est un musicien italien. À partir des années 1950, il utilise le pseudonyme de Paolo Zavallone, en assonance avec Buscaglione et Carosone.

## Biographie
El Pasador commence son activité de musicien au début des années 1950, en rejoignant le groupe qui accompagne Henghel Gualdi en tant que claviériste, avant de former son propre groupe en 1957 ; son groupe comprend le trompettiste Al Korvin et la chanteuse Luciana Sasdelli. En 1959, il débute également en tant que chanteur, enregistrant d'abord sur CAR Juke Box de Carlo Alberto Rossi, puis pour Club, un label distribué par Dischi Ricordi, et enfin pour Italian Yank, un label appartenant à Alessandro Celentano, le frère d'Adriano.
Pendant cette période, il écrit également des chansons pour d'autres artistes, dont Le Notti lunghe, incluse par Adriano Celentano dans son album Non mi dir de 1965, et Non mi capirai, avec des paroles de Vito Pallavicini, que Lalla Leone présente à Un disco per l'estate en 1967. Dans la seconde moitié des années 1970, il adopte le pseudonyme El Pasador. Auteur de nombreux génériques de séries de télévision diffusée sur la chaîne Rai (La Sberla, Non stop) et d'autres titres de style disco comme Amada mia, amore mio et l'exotique Kilimangiaro, il dirige l'orchestre au festival de Sanremo en 1978 ; lors de cette même édition, il enregistre le générique Jeans Flower, mais en utilisant son vrai nom. Avec Amada mia, amore mio, il participe également à l'édition de 1977 du Festivalbar, et avec Mucho Mucho à l'édition de 1978 du Festivalbar (également inclus dans la compilation correspondante). Cette chanson est devenue un thème publicitaire utilisé par le groupe Migros pour diverses publicités. La chanson a d'ailleurs été classée 10e des charts allemands, 25e en Autriche et 66e en Suisse.
En 1980, El Pasador fait partie de la distribution de Sbamm! un film de Francesco Abussi qui marque les débuts d'Ezio Greggio en tant qu'acteur principal. En 1982, il enregistre avec sa fille Cristina, alors âgée de 11 ans, Papà ha la boa, le générique d'un programme télévisé pour enfants, Tip Tap. Toujours en 1982, il participe, en tant que chef d'orchestre, à l'émission télévisée Ci pensiamo lunedì diffusée sur Rai 2 le dimanche soir, avec Renzo Montagnani, Alida Chelli et le chanteur d'opérette Sandro Massimini. Dans les années 1980, il rencontre les Frati dell'Antoniano et commence à s'occuper des arrangements musicaux du Zecchino d'oro de 1989 à 2001, date à laquelle il se retire de la télévision. Il disparaît alors de la scène, mais en 2009, il est invité à l'émission I migliori anni, animée par Carlo Conti. En 2012, sa chanson Amada mia, amore mio fait partie de la bande originale du film To Rome with Love de Woody Allen.
El Pasador décède le 20 juin 2023 à l'âge de 90 ans.

## Discographie

### Sous Paolo Zavallone

#### Album studio
- 1974 : Cocktail di stili

#### Singles
- 1959 : Amo/Chanson d'amour
- 1959 : Your Cheating Heart/Bolero
- 1960 : Nuvole/Nessuno al mondo
- 1960 : Non cercatemi/Mama Inez
- 1960 : Cielo grigio/Quando c'è la luna piena
- 1961 : Amore mai/La Donna dei sogni
- 1961 : Giaguaro/Voglio vivere
- 1961 : Sera al mare/Dimmelo in settembre
- 1962 : Cuando calienta el sol/Solo un'ora (Cha cha delle ore)
- 1962 : Jingle Bells Twist/Il vagabondo
- 1962 : Daniela/Moliendo Café
- 1962 : Tango italiano/Quando quando quando
- 1963 : Lacrime di una tromba/Gina
- 1965 : Surf dell'amore/Non mandarmi via

### Sous El Pasador

#### Albums studio
- 1975 : Madrugada
- 1976 : Amazonas

#### Compilations
- 1976 : Il meglio di El Pasador
- 1978 : Amada mia, amore mio
- 1978 : La Sberla

#### Singles
- 1975 : Madrugada
- 1976 : Amazonas
- 1977 : Amada mia, amore mio
- 1977 : Non Stop
- 1978 : Mucho mucho
- 1978 : La Sberla
- 1978 : Jeans Flower
- 1979 : Kilimangiaro
- 1980 : Good Bye Amore I Love You
- 1980 : Sbamm
- 1981 : Mexico (avec Karina Huff)
- 1981 : Papà ha la bua (avec Cristina Zavallone)